# Koua
KOUA  est une localité de l'ouest de la Côte d'Ivoire et appartenant au département de Facobly dans la Région du Guémon qui est  du District des Montagnes. La localité de Koua est un chef-lieu de Sous-préfecture.
Née de la scission de la Sous-préfecture de Sémien, la Sous-préfecture de Koua a été créée par le décret n° 2010-230 du 25 aout 2010 portant création de cent trois (103) sous-préfectures et modification des décrets n° 97-18 du 15 janvier 1997, 2005-315 du 06 octobre 2005 et 2008-97 du 05 mars 2008. 
La Sous-préfecture de KOUA est située à l’ouest de la Côte d’Ivoire dans le Département de Facobly. Elle a les limites suivantes :
•	Au Nord : la Sous-préfecture de Sémien;
•	Au Sud : la Sous-préfecture de Facobly;
•	A l’Est : la Sous-préfecture de Guézon;
•	A l’Ouest : la Sous-préfecture de Gbonné.
Le Chef-lieu de Sous-préfecture, Koua, est situé à plus d’une trentaine de kilomètres de MAN et plus de 40 kilomètres de FACOBLY.
La Sous-préfecture comporte quatre (4) villages relevant du Canton Sémien répartis entre deux tribus:
- la Tribu PEHA comprenant les villages de Flansobly, Klangbolably et Koua;
- la Tribu BANHON comprenant un village de la Sous-préfecture de Koua, à savoir Tiebly et trois (3) villages de la Sous-préfecture de Sémien.
La population de la Sous-préfecture de Koua est essentiellement WOBE, Sous-groupe WE issu du Groupe KROU